# Estadi Benito Villamarín
L'Estadi Benito Villamarín és un estadi de futbol situat a Sevilla, propietat del Real Betis Balompié, inaugurat l'any 1929 i reinaugurat l'1 de gener de 2000. L'estadi té una capacitat de 60.721 espectadors i unes dimensions de 107x64 m..